# Future Man
Future Man é uma série de televisão de comédia americana criada por Howard Overman, Kyle Hunter e Ariel Shaffir que estreou em 14 de novembro de 2017 no Hulu. A série segue um zelador de baixo desempenho que é chamado a salvar o mundo. Estrelado por Josh Hutcherson, Eliza Coupe, Derek Wilson, Ed Begley Jr., Glenne Headly, e Haley Joel Osment e Seth Rogen e Evan Goldberg como produtores executivos. Uma terceira e última temporada foi lançada em 3 de abril de 2020.

## Enredo
O alheio zelador e nerd de videogame Josh Futterman (Josh Hutcherson) vira a salvação da terra do dia para a noite quando visitantes enigmáticos lhe recrutam para evitar que a humanidade seja extinta com a ajuda de viagens no tempo. 

## Elenco e personagens

### Principais
- Josh Hutcherson como Josh Futturman, um zelador de instalações de pesquisa e a primeira pessoa a concluir o videogame Biotic Wars.
- Eliza Coupe como Tiger, uma soldado de um futuro distante que viaja no tempo para recrutar Josh para ajudar sua missão a impedir uma guerra mortal. Coupe também retrata uma versão alternativa da linha do tempo de Tiger, conhecida como Ty-anne na segunda temporada.
- Derek Wilson como Wolf, um companheiro de Tiger no futuro distante que se junta a ela na tentativa de recrutar Josh. Wilson também retrata uma versão alternativa da linha do tempo de Wolf, conhecida como Torque na segunda temporada.
- Ed Begley, Jr. como Gabe Futturman (primeira temporada), pai de Josh
- Glenne Headly como Diane Futturman (primeira temporada), mãe de Josh
- Haley Joel Osment como Doctor Stu Camillo (segunda temporada; recorrente na primeira temporada)

### Recorrente
- Jason Scott Jenkins como Carl
- Robert Craighead como detetive Vincent Skarsgaard
- Keith David como Doctor Elias Kronish
- Britt Lower como Jeri Lang
- Kevin Caliber como Blaze
- Paul Scheer como Paul
- Awkwafina como Tracy
- Artemis Pebdani como Drª. Mina Ahmadi (temporada 2)
- Ricky Mabe como Pump (temporada 2)
- Shaun Brown como Hatchet (temporada 2)
- Sara Amini como Thimble (temporada 2)
- Rati Gupta como Rake (temporada 2)
- Tim Johnson Jr. como Jimmy (temporada 2)
- Jade Catta-Preta como Level (temporada 2)
- Timothy Hornor como Lathe (temporada 2)
- Seth Rogen como Susan (temporada 2–3)
- Kimberly Hébert Gregory como Mathers (temporada 3)

## Episódios
| Temporada | Temporada | Episódios | Lançado originalmente  |
| --------- | --------- | --------- | ---------------------- |
|           | 1         | 13        | 14 de novembro de 2017 |
|           | 2         | 13        | 11 de janeiro de 2019  |
|           | 3         | 8         | 3 de abril de 2020     |